# توماروس
توماروس (انگلیسی: Tomarus) سرده‌ای از زیر خانواده سوسک‌های کرگدنی است.